# Dzibilnocac
Dzibilnocac es un sitio arqueológico maya ubicado en el estado mexicano de Campeche, a unos 15 kilómetros de la ciudad de Dzibalchén. En la parte central de la región denominada Los Chenes. El lugar tiene una extensión aproximada de 1.32 km², cuenta con basamentos piramidales, edificios abovedados, habitaciones y plataformas; todo ello en conjunto y siguiendo una distribución horizontal.

## Toponimia
Dzibilnocac (del maya: 'ts’ibil, cosa o algo pintado, nokak, bóveda; o bien, nohoch aak, gran tortuga pintada).

## Historia
Las primeras evidencias de ocupación humana registradas hasta la fecha en el sitio datan del Preclásico Medio, es decir, entre los años 500 y 50 antes de Cristo.

## Estructuras principales
A pesar de que Dzibilnocac es un sitio de buen tamaño, la Estructura A1 es la única que ha sido intervenida parcialmente hasta la fecha.
Estructura A1 o Templo-Palacio.
Data del año 600 a 800 de nuestra era, correspondiente al periodo clásico tardío. Se trata de una plataforma de aproximadamente 76 metros de largo por 30 de ancho sobre la cual se levantaban tres torres estilo Río Bec alternadas con cuartos abovedados, de las cuales sólo se mantiene en pie la del lado este. Dicha torre está coronada por un templo simulado al cual se accedía por medio de escalinatas no funcionales. Los falsos accesos al templo están rodeados por un enorme mascarones estilizados de Itzamná, y en sus esquinas de aprecian mascarones de Chaac, dios maya de la lluvia, visto de perfil.